# アルフレード・オリアーニ
アルフレード・オリアーニ(Alfredo Oriani, 1852年8月22日 ファエンツァ - 1909年10月18日 カーゾラ・ヴァルセーニオ)は、イタリアの作家、詩人。
いくつかのオリアーニの作品は時代にとって猥褻と考えられた。オリアーニの死後、全集をベニート・ムッソリーニが編纂し、特に『La rivolta ideale』をファシズムの為に利用した。

## 著作

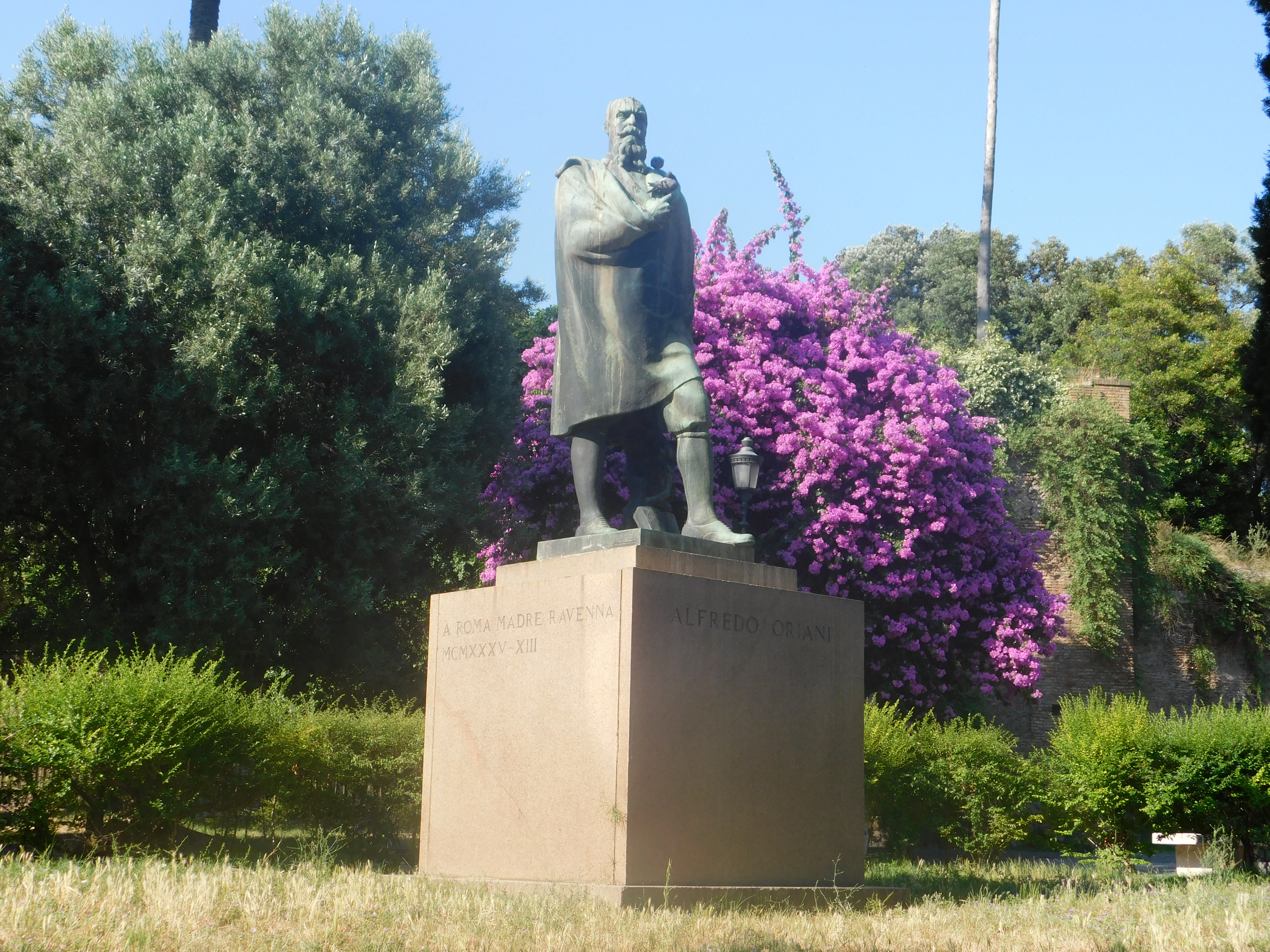

- Memorie inutili (1876)
- Al di là (1877)
- Gramigna (1879)
- No (1881)
- Quartetto (1883)
- Matrimonio (1886)
- Fino a Dogali (1889)
- La lotta politica in Italia (1892)
- Il nemico (1894)
- Gelosia (1894)
- La disfatta (1896)
- Vortice (1899)
- Olocausto (1902)
- Bicicletta (1902)
- La rivolta ideale (1908)